# Missatge (possessió)
El missatge era la persona que es llogava per un determinat espai de temps a una possessió o un lloc (normalment per alguns mesos o un any). Els qui hi treballaven un any sencer solien establir com a data per la fi del contracte la Mare de Déu de Setembre (8 de setembre) a Mallorca i sant Miquel (29 de setembre) a Menorca.
- Pareller
- Porquer
- Pastor
- Bover
- Oguer
- Garriguers